# الديناصورات الصغيرة
الديناصورات الصغيرة مسلسل رسوم متحركة بريطاني يتكون من موسمين و26 حلقة عرض لأول مره في 28 سبتمبر 1994 واستمر عرضه حتى 2 مايو 1996 . تمت دبلجة المسلسل للغة العربية.
يوجد منه أيضا بدون موسيقي «اسلامي» ويعد من أفضل الرسوم المتحركة المدبلجة الإسلامية.

## روابط خارجية
- الديناصورات الصغيرة على موقع IMDb (الإنجليزية)
- الديناصورات الصغيرة على موقع كينوبويسك (الروسية)
- الديناصورات الصغيرة على موقع ألو سيني (الفرنسية)
- الديناصورات الصغيرة على موقع قاعدة بيانات الفيلم (الإنجليزية)
- Dinobabies  at تي في.كوم
- Planète Jeunesse - Dino Juniors (French)